# Thamnistes
Thamnistes és un gènere d'ocells de la família dels tamnofílids (Thamnophilidae).

## Taxonomia
Segons la Classificació del Congrés Ornitològic Internacional (versió 10.2, 2020) aquest gènere està format per dues espècies:
- Thamnistes aequatorialis - batarà rogenc meridional.
- Thamnistes anabatinus - batarà rogenc septentrional.